# Hana-furi tsukiyo to koi-yōbi.
Hana-furi tsukiyo to koi-yōbi. (jap. 花降り月夜と恋曜日。) – drugi album studyjny japońskiej piosenkarki Yukari Tamury, wydany 25 października 2002. Album sprzedał się w nakładzie 5 170 egzemplarzy.

## Lista utworów
| Nr  | Tytuł                                                                        | Słowa                        | Kompozycja      | Aranżacja                     | Czas |
| --- | ---------------------------------------------------------------------------- | ---------------------------- | --------------- | ----------------------------- | ---- |
| 1.  | "Anata dake ni ~it's only my Love~" (jap. あなただけに～it's only my Love～) | Mika Watanabe, Rie Yoshihara | Mika Watanabe   | Mika Watanabe, Kanichirō Kubo |      |
| 2.  | "Baby's Breath"                                                              | Yukiko Mitsui                | cota            | Masaki Iwamoto                |      |
| 3.  | "Tsubomi no mama de" (jap. つぼみのままで)                                   | marhy                        | marhy           | marhy                         |      |
| 4.  | "interlude I ～day's eye～"                                                  |                              | Yūko Asai       | Yūko Asai                     |      |
| 5.  | "Sayonara o oshiete" (jap. さよならをおしえて)                               | Manami Fujino                | Tsugumi Kataoka | Tsugumi Kataoka               |      |
| 6.  | "Shanhai yakyoku" (jap. 上海夜曲)                                            | Miho Koga                    | Miho Koga       | Miho Koga, Mirei Kawasaki     |      |
| 7.  | "les larmes de la lune"                                                      | Miho Koga                    | Yūko Asai       | Yūko Asai                     |      |
| 8.  | "Utakata" (jap. うたかた)                                                    | Mika Watanabe                | Mika Watanabe   | Masami Kishimura              |      |
| 9.  | "interlude II～milky way～"                                                  |                              | Yūko Asai       | Yūko Asai                     |      |
| 10. | "Love♡parade"                                                                | Karen Shīna                  | Mioko Yamaguchi | Masami Kishimura              |      |
| 11. | "Fortune of Love"                                                            | Yukari Tamura                | Abe Yoshinori   | Abe Yoshinori                 |      |
| 12. | "Eternity"                                                                   | marhy                        | marhy           | marhy                         |      |